# Шушаев, Бахтубай
Бахтубай Шушаев (1 января 1916 года — 30 ноября 1980 года) — командир пулемётного отделения 1025-го стрелкового полка 291-й стрелковой дивизии 67-й армии Ленинградского фронта, командир разведывательного отделения 598-го стрелкового полка 207-й стрелковой дивизии 3-й ударной армии 1-го Белорусского фронта, полный кавалер ордена Славы.

## Биография
Родился 1 января 1916 года в деревне Верхняя Кима ныне Адамовского района Оренбургской области в крестьянской семье. Казах. Член ВКП(б)/КПСС с 1945 года.
Окончил 4 класса. Работал трактористом в колхозе.
В Красной Армии с 1937 по 1939 годы. Службу проходил на монгольской границе, участвовал в боях с японцами на озере Хасан. В 1942 году вновь призван в армию. На фронте с сентября 1942 года. Защищал Ленинград, освобождал Прибалтику, Польшу, с тяжелыми боями дошел до Берлина. Начинал войну рядовым стрелком, потом около двух лет был пулеметчиком и закончил свой боевой путь командиром отделения разведки. Был четырежды ранен.
Командир пулемётного отделения 1025-го стрелкового полка (291-я стрелковая дивизия, 67-я армия, Ленинградский фронт) старший сержант Бахтубай Шушаев 25 июля 1944 года в бою на подступах к деревне Ворошилино, расположенной в 22-х километрах юго-западнее города Пскова, поддерживая наступление стрелкового взвода, подавил два пулемёта противника, а при отражении контратаки вывел из строя свыше десятка гитлеровцев.
Приказ по 291-й стрелковой дивизии № 062/н от 1 августа 1944 года «за образцовое выполнение заданий командования в боях с немецко-фашистскими захватчиками» старший сержант Шушаев Бахтубай награждён орденом Славы 3-й степени (№ 238970).
Командир разведывательного отделения 598-го стрелкового полка (207-я стрелковая дивизия, 3-я ударная армия, 2-й Прибалтийский фронт) старший сержант Шушаев 26 ноября 1944 года с группой разведчиков, отражая контратаки противника у хутора Звании, находящегося в 16-и километрах южнее города Салдус (Латвия), уничтожил свыше десяти вражеских пехотинцев и захватил ценные документы, за что 13 декабря 1944 года повторно награждён орденом Славы 3-й степени.
Приказом от 3 июля 1978 года «за образцовое выполнение заданий командования в боях с немецко-фашистскими захватчиками» старший сержант Шушаев Бахтубай перенаграждён орденом Славы 2-й степени (№ 37089).
1 мая 1945 года в ходе уличных боев в столице гитлеровской Германии — городе Берлине командир разведывательного отделения 598-го стрелкового полка (207-я стрелковая дивизия, 3-я ударная армия, 1-й Белорусский фронт) старший сержант Бахтубай Шушаев с бойцами отделением проник в здание имперского театра, закрепился там и отражал контратаки противника до подхода подкрепления.
Указом Президиума Верховного Совета СССР от 15 мая 1946 года «за образцовое выполнение заданий командования в боях с немецко-фашистскими захватчиками» старший сержант Шушаев Бахтубай перенаграждён орденом Славы 1-й степени (№ 2931), став полным кавалером ордена Славы.
В 1945 году старшина Бахтубай Шушаев был демобилизован. Жил в селе Горьковское Новоорского района Оренбургской области. Работал чабаном в совхозе «Орский».
Скончался 30 ноября 1980 года.

## Награды
- ордена Славы 1-й, 2-й и 3-й степени
- орден Красной Звезды
- медали